# Zaireichthys conspicuus
Zaireichthys conspicuus és una espècie de peix pertanyent a la família dels amfílids i a l'ordre dels siluriformes.

## Etimologia
Zaireichthys prové del riu Zaire (el nom com era conegut abans el riu Congo) i del mot grec ichtys (peix), mentre que conspicuus fa referència a les seues taques cridaneres.

## Descripció
Fa 3,5 cm de llargària màxima. És una mica més robust que les altres espècies del mateix gènere. Línia lateral curta. Pell de la part superior del cap i del cos amb papil·les força petites. Musell rom. Ulls mitjans. Longitud del tub del nariu anterior igual, si fa no fa, a la meitat de l'altura del tub del nariu posterior. Boca ampla i amb els llavis carnosos. Barbetes sensorials relativament curtes. Base de l'aleta adiposa estesa gairebé fins al primer radi que sobresurt de l'aleta caudal. Aleta caudal subtruncada, amb els lòbuls iguals o el superior lleugerament més allargat que l'inferior i amb 6 radis ramificats al lòbul superior i set a l'inferior. Aleta anal amb 9 (l'holotip)-11 radis tous (els primers 3-4 no ramificats). Aletes pectorals arrodonides, sense arribar a la part posterior de la base de l'aleta dorsal i amb 7-8 radis ramificats. Aletes pelvianes arribant una mica més enllà de l'origen de l'aleta adiposa, però sense arribar a l'anal. Dents premaxil·lars disposades en 5-6 fileres (l'exterior amb 6-7 i la interior amb prop de 16 a cada costat). 34-35 vèrtebres. 6 parells de costelles. El color de fons és beix amb un tonalitat ataronjada tènue a l'aleta adiposa i a la part superior de l'aleta caudal, la qual esdevé groguenca en els espècimens preservats. El dors presenta una sèrie de 5 taques de color marró/negre fosc (una sota la base de l'aleta dorsal, una altra entre l'aleta dorsal i l'adiposa, dues més sota l'aleta adiposa i la restant al peduncle caudal). Mostra una sèrie de grans taques fosques als flancs i unes altres més inferiors a la base de les aletes pelvianes, per sobre de l'origen de l'aleta anal i darrere de la base de l'aleta anal (totes aquestes taques són confluents i formen un patró reticulat o, fins i tot, ratlles verticals amples). El cap és marronós a la part de dalt i amb les galtes grogues. Aleta caudal amb una franja fosca allargada i vertical a la base i amb una àrea fosca central al llarg de l'aleta. Aleta anal amb una banda fosca i pectorals amb una o dues bandes similars (l'exterior essent tènue). Els exemplars del riu Okavango tendeixen a tindre l'aleta adiposa més curta, els darrers dos radis de l'aleta dorsal més propers l'un de l'altre, la base de l'aleta dorsal més curta i un patró de coloració una mica diferent (encara que totes aquestes diferències fan dubtar de llur pertinença a Zaireichthys conspicuus no són del tot suficients per justificar que constitueixen una espècie separada).

## Alimentació
Es nodreix de larves d'insectes.

## Hàbitat i distribució geogràfica
És un peix d'aigua dolça, bentopelàgic i de clima tropical, el qual viu a Àfrica: els ràpids de la conca superior del riu Zambezi (incloent-hi la del riu Cuando) des de Katima Mulilo fins a les cascades Victòria i, possiblement també, la del riu Okavango a Botswana, Namíbia, Zàmbia, Zimbàbue i, possiblement, també Angola.

## Observacions
És inofensiu per als humans i el seu índex de vulnerabilitat és baix (10 de 100).